# The incredible shrinking Lorelais
The incredible shrinking Lorelais(Las increíbles Gilmore se derrumban) es el 79.º episodio de la serie de televisión norteamericana Gilmore Girls.

## Resumen del episodio
Trix Gilmore regresa de visita a Hartford e irrita a Emily y a Richard cuando critica a su hijo por no darle suficiente apoyo a Lorelai en la apertura de la posada, pero no cuenta con su respuesta amarga, para felicidad de Emily. Lorelai y Sookie se encuentran un poco preocupadas pues deben pagarle al equipo de construcción y tienen apuros económicos. Paris se molesta mucho por la presencia del novio de Janet en la suite, y cuando ésta le dice que hace eso porque está sola, Lane le dice que responda que no es así pues está saliendo con el profesor. Esto hace enfurecer a Paris, y secundada por Tanna y Janet, le dice a Rory que Lane no puede seguir viviendo con ellas; Lane lo comprende y se muda a casa de Lorelai, recupera su trabajo en Luke's y se lo comunica a su madre. Cuando Sookie no puede ir a recoger un envío para la posada porque debió cuidar a su hijo, Lorelai se pelea con ella y le dice que no puede ser tan irresponsable; Rory se sorprende cuando un profesor le sugiere que deje un curso, y Lorelai acuerda una cita con Luke, pero es para pedirle un préstamo. Las chicas Gilmore no han podido comunicarse o verse, y ambas terminan consoladas por Luke (Lorelai) y Dean (Rory).
- Datos: Q6145586